# Norwegischer Fußballpokal der Männer 1946
Der norwegische Fußballpokal 1946 (kurz auch NM-Cup 1946 genannt) war die 41. Austragung des Fußballpokalwettbewerbs der Männer. Pokalsieger wurde Titelverteidiger SFK Lyn Oslo. Das Team setzte sich wie im Vorjahr im Finale gegen Fredrikstad FK durch.

## 1. Runde
| Datum      |                           | Ergebnis  |                        |
| ---------- | ------------------------- | --------- | ---------------------- |
| 23.06.1946 | Asker SK                  | 0:2       | SK Reidulf Oslo        |
|            | IF Bjart/Freidig/Grønvold | 1:3       | SK Oslo-Odd            |
|            | IF Bjart                  | 0:5       | Start Kristiansand     |
|            | Bjørkelangen SF           | 0:2       | Nydalens SK            |
|            | Borre IF                  | 3:1       | Borgen IL              |
|            | Bøn FK                    | 1:3       | Sarpsborg FK           |
|            | Clausenengen FK           | 0:3       | Aalesunds FK           |
|            | SK Djerv                  | 5:0       | Stord IL               |
|            | SK Djerv 1919             | 1:3       | SK Vard Haugesund      |
|            | SBK Drafn                 | 6:1       | IF Liv                 |
|            | Drammens BK               | 1:1 n. V. | SK Rapid Moss          |
|            | SK Falken Hoyanger        | 7:1       | IL Fjell-Kameratene    |
|            | Flekkefjord FK            | 3:0       | FK Donn                |
|            | Fredrikstad FK            | 5:0       | Kolbotn IL             |
|            | FK Fremad Lillehammer     | 6:0       | Eidsvold Turn          |
|            | Frigg Oslo FK             | 0:1       | BSK 1914 Oslo          |
|            | IF Gimsøy                 | 4:0       | IK Grane Arendal       |
|            | SK Gjøa                   | 1:2       | Skarnes IL             |
|            | Ham-Kam                   | 5:0       | Rena IL                |
|            | SK Hardy                  | 1:4       | Årstad IL              |
|            | Jevnaker IF               | 1:1 n. V. | Fram Larvik            |
|            | Kapp IF                   | 2:2 n. V. | SBK Skiold             |
|            | Kongsvinger IL            | 0:5       | Vålerenga Oslo         |
|            | Kvik Halden FK            | 3:0       | Jordal IF              |
|            | FK Kvik Trondheim         | 5:2       | Røros IL               |
|            | Larvik Turn               | 3:2       | IL Liull               |
|            | Lillestrøm SK             | 1:1 n. V. | SK Mesna               |
|            | Lyn Trondheim             | 2:2 n. V. | SK Brage               |
|            | Løren SK                  | 03:2 1    | Lisleby FK             |
|            | Minde IL                  | 0:5       | Brann Bergen           |
|            | Molde FK                  | 2:3       | Kristiansund FK        |
|            | Moss FK                   | 8:0       | Aurskog IL             |
|            | Nannestad IL              | 0:6       | FK Lyn                 |
|            | SK Nationalkameratene     | 0:3       | Rosenborg Trondheim    |
|            | Neset FK                  | 1:0       | SK Falken              |
|            | Orkanger IF               | 1:5       | SK Freidig             |
|            | Rakkestad IF              | 0:2       | Kjelsås IL             |
|            | Ranheim IL                | 6:0       | SK Wing                |
|            | Raufoss IL                | 1:1 n. V. | Kolbu IL               |
|            | SK Rollon                 | 4:2       | IL Hødd                |
|            | Sandefjord BK             | 4:0       | Akademisk BK Oslo      |
|            | Sander IL                 | 1:5       | SFK Lyn Oslo           |
|            | Selbak TIF                | 1:1 n. V. | Strømmen IF            |
|            | Skeid Oslo                | 9:1       | Nordstrand IF          |
|            | Skiens BK                 | 0:2       | Sandaker SFK           |
|            | Slemmestad IF             | 0:1       | IF Birkebeineren       |
|            | SK Snøgg                  | 3:0       | Fredensborg SBK        |
|            | Solberg SK                | 1:2 n. V. | IF Borg                |
|            | FK Sparta Sarpsborg       | 7:0       | Tune IL                |
|            | IL Spartacus Oslo         | 0:1       | SK Varg                |
|            | SK Sprint-Jeløy           | 0:4       | Storms BK              |
|            | Stavanger IF              | 8:0       | Bjergsted SK           |
|            | Strømsgodset IF           | 4:1       | FK Ørn                 |
|            | IL Sverre                 | 4:3       | Nidarvoll IL           |
|            | Tønsbergs TF              | 3:1       | Stabæk IF              |
|            | Ulefoss SF                | 2:2 n. V. | IF Pors                |
|            | Urædd FK                  | 4:2 n. V. | Åsen SK                |
|            | Vardal IF                 | 0:9       | Mjøndalen IF           |
|            | Verdal IL                 | 5:3       | SK Nessegutten         |
|            | Vestfossen IF             | 2:2 n. V. | Odds BK                |
|            | Vikersund IF              | 4:1       | IF Tønsberg-Kameratene |
|            | Viking Stavanger          | 7:1       | Egersunds IK           |
|            | FBK Voss                  | 4:0       | SK Pallas              |
|            | Ålgård FK                 | 2:0       | IL Brodd               |

### Wiederholungsspiele
| Datum      |               | Ergebnis  |               |
| ---------- | ------------- | --------- | ------------- |
| 30.06.1946 | SK Brage      | 2:5       | Lyn Trondheim |
|            | Fram Larvik   | 1:2       | Jevnaker IF   |
|            | Kolbu IL      | 2:3       | Raufoss IL    |
|            | Lisleby FK    | 3:2       | Løren SK      |
|            | SK Mesna      | 0:1 n. V. | Lillestrøm SK |
|            | Odds BK       | 3:2       | Vestfossen IF |
|            | IF Pors       | 4:1       | Ulefoss SF    |
|            | SK Rapid Moss | 3:0       | Drammens BK   |
|            | SBK Skiold    | 0:6       | Kapp IF       |
|            | Strømmen IF   | 0:1       | Selbak TIF    |

## 2. Runde
| Datum      |                     | Ergebnis  |                       |
| ---------- | ------------------- | --------- | --------------------- |
| 11.08.1946 | IF Birkebeineren    | 3:0       | SK Oslo-Odd           |
|            | IF Borg             | 1:5       | FK Sparta Sarpsborg   |
|            | Brann Bergen        | 1:2       | Ålgård FK             |
|            | SK Djerv            | 2:3       | FBK Voss              |
|            | SK Freidig          | 5:0       | IL Sverre             |
|            | FK Lyn              | 1:2       | Selbak TIF            |
|            | Jevnaker IF         | 3:2       | Strømsgodset IF       |
|            | Kapp IF             | 0:9       | Skeid Oslo            |
|            | Kjelsås IL          | 3:0       | SBK Drafn             |
|            | Kristiansund FK     | 3:0       | SK Rollon             |
|            | Lisleby FK          | 2:1       | SK Varg               |
|            | SFK Lyn Oslo        | 3:0       | Raufoss IL            |
|            | Mjøndalen IF        | 2:1       | Ham-Kam               |
|            | Neset FK            | 1:0       | Lyn Trondheim         |
|            | Nydalens SK         | 1:0       | Kvik Halden FK        |
|            | Odds BK             | 0:9       | Larvik Turn           |
|            | IF Pors             | 4:1       | Borre IF              |
|            | SK Rapid Moss       | 1:0       | BSK 1914 Oslo         |
|            | SK Reidulf Oslo     | 2:3       | Moss FK               |
|            | Rosenborg Trondheim | 2:4       | Ranheim IL            |
|            | Sandaker SFK        | 1:3       | Urædd FK              |
|            | Sandefjord BK       | 4:1       | Vikersund IF          |
|            | Sarpsborg FK        | 5:0       | IF Gimsøy             |
|            | Skarnes IL          | 1:2       | Fredrikstad FK        |
|            | Start Kristiansand  | 0:3       | Stavanger IF          |
|            | Storms BK           | 1:0 n. V. | Lillestrøm SK         |
|            | Tønsbergs TF        | 0:3       | SK Snøgg              |
|            | SK Vard Haugesund   | 2:1       | Årstad IL             |
|            | Verdal IL           | 0:0 n. V. | FK Kvik Trondheim     |
|            | Viking Stavanger    | 6:0       | Flekkefjord FK        |
|            | Vålerenga Oslo      | 8:1       | FK Fremad Lillehammer |
|            | Aalesunds FK        | 2:1       | IL Høyang             |

### Wiederholungsspiel
| Datum      |                   | Ergebnis |           |
| ---------- | ----------------- | -------- | --------- |
| 18.08.1946 | FK Kvik Trondheim | 4:1      | Verdal IL |

## 3. Runde
| Datum      |                     | Ergebnis  |                   |
| ---------- | ------------------- | --------- | ----------------- |
| 25.08.1946 | Aalesunds FK        | 2:3       | SK Freidig        |
|            | Ålgård FK           | 2:3       | Mjøndalen IF      |
|            | Stavanger IF        | 4:1       | IF Birkebeineren  |
|            | Fredrikstad FK      | 7:1       | Storms BK         |
|            | Jevnaker IF         | 0:0 n. V. | SFK Lyn Oslo      |
|            | FBK Voss            | 2:1       | Kjelsås IL        |
|            | Kristiansund FK     | 4:1       | Neset FK          |
|            | FK Kvik Trondheim   | 2:1       | Sandefjord BK     |
|            | Larvik Turn         | 5:1       | Lisleby FK        |
|            | Moss FK             | 3:1       | IF Pors           |
|            | Selbak TIF          | 1:0       | Nydalens SK       |
|            | Ranheim IL          | 2:1       | SK Rapid Moss     |
|            | Urædd FK            | 1:1 n. V. | Sarpsborg FK      |
|            | Skeid Oslo          | 5:1       | SK Vard Haugesund |
|            | SK Snøgg            | 3:2       | Viking Stavanger  |
|            | FK Sparta Sarpsborg | 3:2       | Vålerenga Oslo    |

### Wiederholungsspiele
| Datum      |              | Ergebnis |             |
| ---------- | ------------ | -------- | ----------- |
| 01.09.1946 | SFK Lyn Oslo | 8:1      | Jevnaker IF |
|            | Sarpsborg FK | 4:0      | Urædd FK    |

## 4. Runde
| Datum      |                 | Ergebnis  |                     |
| ---------- | --------------- | --------- | ------------------- |
| 08.09.1946 | Kristiansund FK | 0:4       | Fredrikstad FK      |
|            | SK Freidig      | 2:3       | Selbak TIF          |
|            | SFK Lyn Oslo    | 2:1       | FK Kvik Trondheim   |
|            | Larvik Turn     | 1:2 n. V. | Moss FK             |
|            | Mjøndalen IF    | 3:2       | SK Snøgg            |
|            | Sarpsborg FK    | 3:2 n. V. | Ranheim IL          |
|            | FBK Voss        | 0:6       | Skeid Oslo          |
|            | Stavanger IF    | 1:3       | FK Sparta Sarpsborg |

## Viertelfinale
| Datum      |              | Ergebnis  |                     |
| ---------- | ------------ | --------- | ------------------- |
| 22.09.1946 | Skeid Oslo   | 0:3       | Fredrikstad FK      |
|            | Selbak TIF   | 0:2       | SFK Lyn Oslo        |
|            | Moss FK      | 0:0 n. V. | Mjøndalen IF        |
|            | Sarpsborg FK | 2:0       | FK Sparta Sarpsborg |

### Wiederholungsspiel
| Datum      |              | Ergebnis |         |
| ---------- | ------------ | -------- | ------- |
| 29.09.1946 | Mjøndalen IF | 3:1      | Moss FK |

## Halbfinale
| Datum      |                | Ergebnis |              |
| ---------- | -------------- | -------- | ------------ |
| 29.09.1946 | Fredrikstad FK | 2:0      | Mjøndalen IF |
| 06.10.1946 | SFK Lyn Oslo   | 1:0      | Sarpsborg FK |

## Finale
| SFK Lyn Oslo                                | SFK Lyn Oslo | Fredrikstad FK | Fredrikstad FK |
| ------------------------------------------- | --- | --- | -------------- |
| SFK Lyn Oslo                                | \| Finale \| \| 13. Oktober 1946 in Oslo (Ullevaal-Stadion) \| \| Ergebnis: 3:2 n. V. (1:1, 0:1) \| \| Zuschauer: 35.000 \| \| Schiedsrichter: Sverre Hermansen \| \| Spielbericht \| | \| Finale \| \| 13. Oktober 1946 in Oslo (Ullevaal-Stadion) \| \| Ergebnis: 3:2 n. V. (1:1, 0:1) \| \| Zuschauer: 35.000 \| \| Schiedsrichter: Sverre Hermansen \| \| Spielbericht \| | Fredrikstad FK |
| SFK Lyn Oslo                                | Tom Blohm – Eugen Hansen, Kristian Henriksen, Øivind Holmsen – Kristian Hammerstrøm, Egil Jevanord – Marlow Bråthen, Lloyd Pettersen, Knut Osnes, Harry Boye Karlsen, Arne Brustad    | Hans Hansen – Rolf Johannessen, Bjørn Berger – Gunnar Andreassen, Erik Holmberg, Bjørn Spydevold – Thorleif Larsen, Arne Ileby, Knut Brynildsen, Henry Johannessen, Willy Olsen       | Fredrikstad FK |
| SFK Lyn Oslo                                | 1:1 Knut Osnes (49.) 2:1 Arne Brustad (96.) 3:2 Lloyd Pettersen (119.) | 0:1 Arne Ileby (25.) 2:2 Knut Brynildsen (97.) | Fredrikstad FK |
| Finale                                      | | |                |
| 13. Oktober 1946 in Oslo (Ullevaal-Stadion) | | |                |
| Ergebnis: 3:2 n. V. (1:1, 0:1)              | | |                |
| Zuschauer: 35.000                           | | |                |
| Schiedsrichter: Sverre Hermansen            | | |                |
| Spielbericht                                | | |                |